# Copa Interclubes da CECAFA
A Copa Interclubes da CECAFA (Central and East Clubs African Football Association), também conhecida como Copa Kagame Interclubes, é um torneio de clubes oficializado pela CECAFA, sob tutela da CAF, e que conta com participantes dos seguintes países:
| - Burundi - Djibuti - Eritreia - Etiópia - Quênia - Malawi - Ruanda | - Somália (1) - Sudão (2) - Tanzânia - Uganda - Zâmbia - Zanzibar - Zimbabwe |

O Simba Sports Club da Tanzânia é o maior campeão da competição com 6 títulos.

## Campeões
| Ano  | Final                | Final              | Final                | Final              |
| Ano  | Campeão              | Placar             | Vice                 | País Sede          |
| ---- | -------------------- | ------------------ | -------------------- | ------------------ |
| 1974 | Simba                |                    | AFC Leopards         | Tanzânia           |
| 1975 | Young Africans SC    | 2 - 0              | Simba                | Zanzibar           |
| 1976 | Luo Union            | 2 - 1              | Young Africans SC    | Uganda             |
| 1977 | Luo Union            | 2 - 1              | Horseed              | Tanzânia           |
| 1978 | Kampala City Council | 0 - 0 3 - 2 (pen)  | Simba                | Uganda             |
| 1979 | AFC Leopards         | 1 - 0              | Kampala City Council | Somália            |
| 1980 | Gor Mahia            | 3 - 2              | AFC Leopards         | Malaui             |
| 1981 | Gor Mahia            | 1 - 0              | Simba                | Quênia             |
| 1982 | AFC Leopards         | 1 - 0              | Rio Tinto            | Quênia             |
| 1983 | AFC Leopards         | 2 - 1              | Admarc Tigers        | Zanzibar           |
| 1984 | AFC Leopards         | 2 - 0              | Gor Mahia            | Quênia             |
| 1985 | Gor Mahia            | 2 - 0              | AFC Leopards         | Sudão              |
| 1986 | Al-Merreikh          | 2 - 2 4 - 2 (pen)  | Young Africans SC    | Tanzânia           |
| 1987 | Villa                | 1 - 0              | Al-Merreikh          | Uganda             |
| 1988 | Tusker               | 1 - 0              | Al-Merreikh          | Sudão              |
| 1989 | Tusker               | 2 - 0              | Coastal Union        | Quênia             |
| 1990 | Não houve disputa.   | Não houve disputa. | Não houve disputa.   | Não houve disputa. |
| 1991 | Simba                | 3 - 0              | Villa                | Tanzânia           |
| 1992 | Simba                | 1 - 1 5 - 4 (pen)  | Young Africans       | Zanzibar           |
| 1993 | Young Africans SC    | 2 - 1              | Villa                | Uganda             |
| 1994 | Al-Merreikh          | 2 - 1              | Red Eagles Express   | Sudão              |
| 1995 | Simba                | 1 - 1 5 - 3 (pen)  | Red Eagles Express   | Tanzânia           |
| 1996 | Simba                | 1 - 0              | APR FC               | Tanzânia           |
| 1997 | APC Leopards         | 1 - 0              | Tusker               | Quênia             |
| 1998 | Rayon Sports         | 2 - 1              | Mlandege             | Zanzibar           |
| 1999 | Young Africans SC    | 1 - 1 4 - 1 (pen)  | Villa                | Uganda             |
| 2000 | Tusker               | 3 - 1              | APR FC               | Ruanda             |
| 2001 | Tusker               | 0 - 0 3 - 0 (pen)  | Oserian Fastac       | Quênia             |
| 2002 | Simba                | 1 - 0              | Prince Louis         | Zanzibar           |
| 2003 | Villa                | 1 - 0              | Simba                | Uganda             |
| 2004 | APR FC               | 3 - 1              | Ulinzi Stars         | Ruanda             |
| 2005 | Villa                | 3 - 0              | APR FC               | Tanzânia           |
| 2006 | Police Jinja         | 2 - 1              | Moro United          | Zanzibar           |
| 2007 | APR FC               | 2 - 1              | URA SC               | Ruanda             |
| 2008 | Tusker               | 2 - 1              | URA SC               | Tanzânia           |

### Títulos Por Clube
| Clube          | Títulos                                 | Vices                       |
| -------------- | --------------------------------------- | --------------------------- |
| Simba          | 6 (1974, 1991, 1992, 1995, 1996 e 2002) | 4 (1975, 1978, 1981 e 2003) |
| Leopards       | 5 (1979, 1982, 1983, 1984 e 1997)       | 3 (1974, 1980 e 1985)       |
| Tusker         | 5 (1988, 1989, 2000, 2001 e 2008)       | 1 (1997)                    |
| Villa          | 3 (1987, 2003 e 2005)                   | 3 (1991, 1993 e 1999)       |
| Young Africas  | 3 (1975, 1993 e 1999)                   | 2 (1986 e 1992)             |
| Gor Mahia      | 3 (1980, 1981 e 1985)                   | 1 (1984)                    |
| APR            | 2 (2004 e 2007)                         | 3 (1996, 2000 e 2006)       |
| Al-Merreikh    | 2 (1986 e 1994)                         | 2 (1987 e 1988)             |
| Luo Union      | 2 (1976 e 1977)                         | 0                           |
| KCCA           | 1 (1978)                                | 1 (1979)                    |
| Police         | 1 (2006)                                | 0                           |
| Rayon Sports   | 1 (1998)                                | 0                           |
| Express        | 0                                       | 2 (1994 e 1995)             |
| Admarc Tigers  | 0                                       | 1 (1983)                    |
| Coastal Union  | 0                                       | 1 (1989)                    |
| Horseed        | 0                                       | 1 (1977)                    |
| Mlandege       | 0                                       | 1 (1998)                    |
| Moro United    | 0                                       | 1 (2006)                    |
| Oserian Fastac | 0                                       | 1 (2001)                    |
| Prince Louis   | 0                                       | 1 (2002)                    |
| Rio Tinto      | 0                                       | 1 (1982)                    |
| URA SC         | 0                                       | 2 (2007 e 2008)             |
| Ulinzi Stars   | 0                                       | 1 (2004)                    |

### Títulos por país
| País     | Títulos | Vices |
| -------- | ------- | ----- |
| Quênia   | 15      | 7     |
| Tanzânia | 9       | 10    |
| Uganda   | 5       | 8     |
| Sudão    | 2       | 2     |
| Zimbabwe | 0       | 2     |
| Burundi  | 0       | 1     |
| Malawi   | 0       | 1     |
| Somália  | 0       | 1     |